# Morpho paramacas
Morpho paramacas är en fjärilsart som beskrevs av Le Moult 1931. Morpho paramacas ingår i släktet Morpho och familjen praktfjärilar. Inga underarter finns listade i Catalogue of Life.